# هيثم المحمدي
هيثم المحمدي لاعب كرة قدم تونسي من مواليد 7 فبراير 1989 بمدينة مساكن وهو يلعب في مركز الوسط.

## مسيرة اللاعب
لعب سابقاً في قوافل قفصة والنجم المتلوي ونادي الساحل السعودي ونادي الصفا السعودي ونادي جرش ونادي الأخضر.

## روابط خارجية
- هيثم المحمدي على موقع قاعدة بيانات كرة القدم.إي يو (الإنجليزية)
- هيثم المحمدي على موقع Soccerway.com (الإنجليزية)